# George Kell
George Clyde Kell (Swifton, Arkansas, 23 de agosto de 1922-Swifton, Arkansas, 24 de marzo de 2009), más conocido como George Kell, fue un jugador profesional estadounidense de béisbol que se desempeñó en la posición de tercera base en las Grandes Ligas de Béisbol (MLB). Es miembro del Salón de la Fama del Béisbol.

## Carrera
Kell jugó como profesional cuatro temporadas en Philadelphia Athletics (1943-1946), después pasó a Detroit Tigers (1946-1952), luego a Boston Red Sox (1952-1954), posteriormente a Chicago White Sox (1954-1956), y finalmente, a Baltimore Orioles, donde jugó dos temporadas (1956-1957), y fue el equipo en el que se retiró.

## Reconocimiento
En 1983, ingresó como miembro al Salón de la Fama del Béisbol.